# Metropolia di Tamaso e Orini

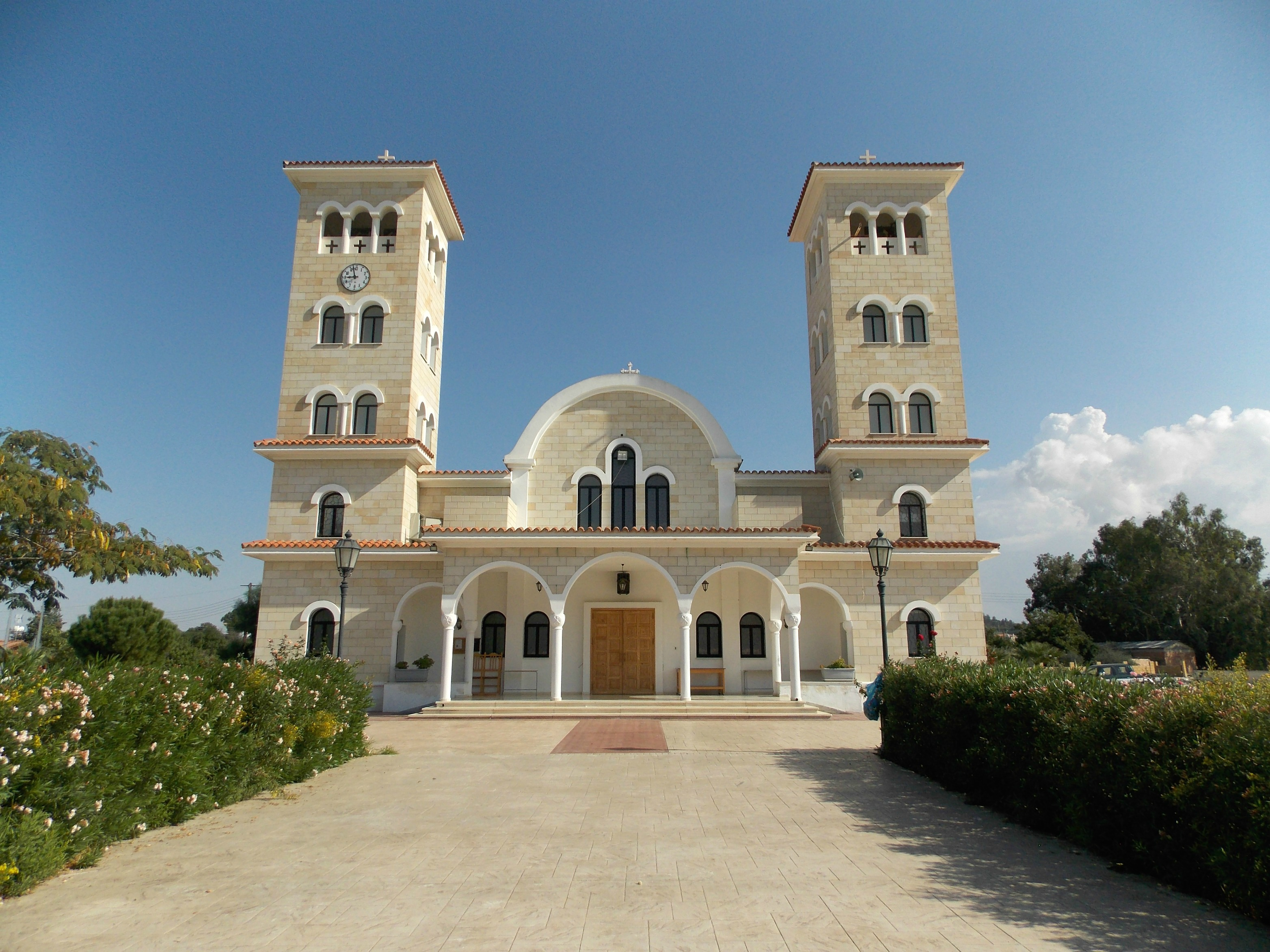
La cattedrale di San Nicola a Episkopeio.

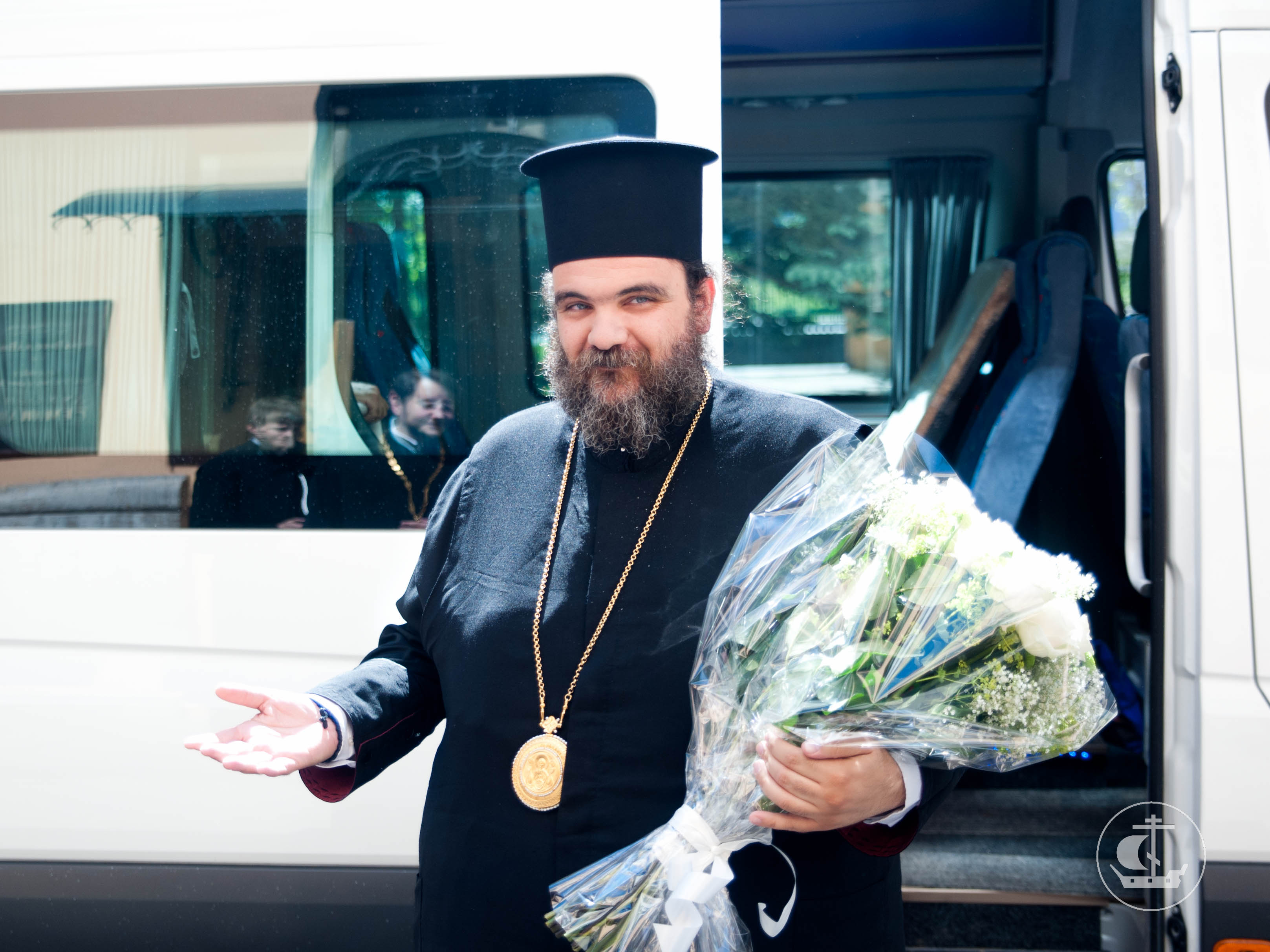
Il metropolita Isaia Kikkotis.

La metropolia di Tamaso e Orini (in greco Ιεράς Μητρόπολις Ταμασού και Ορεινής?, Ierás Mitrópolis Tamasoú kai Oreinís) è una circoscrizione ecclesiastica della Chiesa ortodossa di Cipro.
Dal 9 giugno 2007 il metropolita è Isaia Kikkotis, consacrato vescovo e intronizzato l'11 giugno successivo.

## Territorio
La metropolia si trova al centro dell'isola di Cipro.
Sede episcopale è il villaggio di Episkopeio, nel distretto di Nicosia, dove si trova la cattedrale di San Nicola.
La metropolia comprende oltre 40 chiese, suddivise in 5 regioni vescovili, e alcuni monasteri.

## Storia
Tamaso, nei pressi di Politiko a circa 20 km a sud ovest di Nicosia, è un'antica sede episcopale di Cipro dipendente dall'arcidiocesi di Salamina.
Secondo una remota tradizione, legata agli Atti di san Barnaba, fondatore della Chiesa cipriota, primo vescovo di Tamasso sarebbe stato sant'Eraclide, istituito dallo stesso apostolo e che in seguito divenne metropolita di Salamina. Secondo gli Atti di Barnaba, successore di Eraclide sarebbe san Miro. Entrambi questi primi vescovi morirono martiri e sono venerati assieme dalla Chiesa ortodossa il 17 settembre. Tradizioni locali aggiungono altri santi vescovi, di incerta collocazione cronologica, ossia, Mnasone e Rodone. Dodici vescovi di Cipro sottoscrissero gli atti del concilio di Sardica: l'elenco riporta i nomi, ma non le sedi di appartenenza; uno di questi era probabilmente vescovo di Tamaso. Un altro anonimo vescovo è menzionato nelle lettere di Teofilo di Alessandria. In epoca bizantina sono tradizionalmente menzionati i vescovi Demetrio, Macedonio e Basilio, ma senza precise indicazioni cronologiche.
Storicamente documentati sono i vescovi Ticone, che prese parte al concilio di Costantinopoli del 381, ed Epafrodito, che partecipò al concilio di Calcedonia del 451. Nel secondo millennio sono noti i vescovi, Niceta Hagiostéphanitès, menzionato nel 1172, e Nilo, documentato nel 1210.
In una Notitia episcopatuum del patriarcato ecumenico di Costantinopoli dell'inizio del X secolo, Tamaso è annoverata al primo posto (protothronos) tra le diocesi suffraganee di Salamina-Costanza.
Quando l'isola fu conquistata dagli eserciti crociati alla fine del XII secolo, fu istituita la gerarchia di rito latino con il beneplacito di papa Celestino III. Tamaso tuttavia non fu compresa tra le diocesi latine e venne soppressa (1222). Quando l'isola fu conquistata dall'impero ottomano nel 1571, fu restaurata la gerarchia greca, ma la sede di Tamaso non venne restaurata. Di questo periodo sono tuttavia noti due vescovi di Tamaso, Giacomo (tra XVI e XVII secolo) e Crisante (fine XVIII secolo), che probabilmente furono dei corepiscopi o vescovi titolari.
La sede greca è stata restaurata dal Santo Sinodo della Chiesa di Cipro nel 2007 con l'aggiunta del titolo di Orini a quello storico di Tamaso.

## Cronotassi
- Sant'Eraclide †
- San Miro †
- San Mnasone †
- San Rodone †
- Ticone † (menzionato nel 381)
- Anonimo † (menzionato nel 400 circa)
- Epafrodito † (menzionato nel 451)
- Demetrio †
- Macedonio †
- Basilio †
- Niceta Hagiostéphanitès † (menzionato nel 1172)
- San Nilo † (menzionato nel 1210)
- Isaia Kikkotis, dal 9 giugno 2007